# Rajd Portugalii 1974
Rajd Portugalii 1975 (8. Rali Internacional TAP) – 8 Rajd Portugalii rozgrywany w Portugalii w dniach 20-23 marca. Była to pierwsza runda Rajdowych Mistrzostw Świata w roku 1974. Rajd został rozegrany na szutrze i asfalcie. Bazą rajdu było miasto Estoril.

## Zwycięzcy odcinków specjalnych[1]
| Etap | Data     | OS | Godzina | Nazwa                    | Długość  | Zwycięzca                       | Czas  | Śred. Pręd. | Lider rajdu    |
| ---- | -------- | -- | ------- | ------------------------ | -------- | ------------------------------- | ----- | ----------- | -------------- |
| 1    | 20 marca | 1  | 22:15   | Peninha                  | 6,50 km  | Raffaele Pinto                  | 5:00  | 78,00 km/h  | Raffaele Pinto |
| 1    | 20 marca | 2  | 22:42   | Sintra                   | 10,50 km | Raffaele Pinto                  | 7:30  | 84,00 km/h  | Raffaele Pinto |
| 1    | 21 marca | 3  | 0:26    | Albigrada                | 8,50 km  | Markku Alén                     | 5:28  | 93,29 km/h  | Raffaele Pinto |
| 1    | 21 marca | 4  | 2:44    | Figueiro dos Vinhos      | 8,00 km  | Raffaele Pinto                  | 5:46  | 83,24 km/h  | Raffaele Pinto |
| 1    | 21 marca | 5  | 3:32    | Lousa                    | 10,50 km | Achim Warmbold                  | 8:46  | 71,86 km/h  | Raffaele Pinto |
| 1    | 21 marca | 6  | 3:59    | Candosa 1                | 6,50 km  | Walter Röhrl                    | 5:27  | 71,56 km/h  | Raffaele Pinto |
| 1    | 21 marca | 7  | 4:30    | Arganil 1                | 18,00 km | Raffaele Pinto                  | 14:41 | 73,55 km/h  | Raffaele Pinto |
| 1    | 21 marca | 8  | 6:13    | Bucaco 1                 | 14,50 km | Raffaele Pinto Alcide Paganelli | 10:52 | 80,06 km/h  | Raffaele Pinto |
| 1    | 21 marca | 9  | 9:27    | Caramulo 1               | 7,00 km  | Raffaele Pinto                  | 6:05  | 69,04 km/h  | Raffaele Pinto |
| 1    | 21 marca | 10 | 9:47    | Prestimo                 | 9,00 km  | Raffaele Pinto                  | 7:32  | 71,68 km/h  | Raffaele Pinto |
| 1    | 21 marca | 11 | 10:40   | Ladario 1                | 9,00 km  | Raffaele Pinto                  | 7:31  | 71,84 km/h  | Raffaele Pinto |
| 1    | 21 marca | 12 | 11:33   | Nespereira               | 12,00 km | Raffaele Pinto                  | 10:00 | 72,00 km/h  | Raffaele Pinto |
| 1    | 21 marca | 13 | 12:34   | Manhouce                 | 24,50 km | Raffaele Pinto                  | 19:13 | 76,50 km/h  | Raffaele Pinto |
| 1    | 21 marca | 14 | 13:23   | Canelas 1                | 11,50 km | Raffaele Pinto                  | 8:58  | 76,95 km/h  | Raffaele Pinto |
| 1    | 21 marca | 15 | 16:05   | Marao                    | 36,00 km | Raffaele Pinto                  | 28:20 | 76,24 km/h  | Raffaele Pinto |
| 1    | 21 marca | 16 | 17:00   | Ermelo                   | 13,50 km | Raffaele Pinto                  | 10:59 | 73,75 km/h  | Raffaele Pinto |
|      |          |    |         |                          |          |                                 |       |             | Raffaele Pinto |
| 2    | 22 marca | 17 | 12:15   | Orbacem                  | 11,00 km | Markku Alén Alcide Paganelli    | 8:00  | 82,50 km/h  | Raffaele Pinto |
| 2    | 22 marca | 18 | 13:20   | Portela                  | 8,00 km  | Raffaele Pinto                  | 6:32  | 73,47 km/h  | Raffaele Pinto |
| 2    | 22 marca | 19 | 13:36   | Sao Lourenco da Montaria | 26,50 km | Raffaele Pinto                  | 24:00 | 66,25 km/h  | Raffaele Pinto |
| 2    | 22 marca | 20 | 15:00   | Ponte de Lima            | 22,00 km | Raffaele Pinto                  | 17:27 | 75,64 km/h  | Raffaele Pinto |
| 2    | 22 marca | 21 | 17:30   | Fafe                     | 8,00 km  | Markku Alén                     | 6:56  | 69,23 km/h  | Raffaele Pinto |
| 2    | 22 marca | 22 | 17:56   | Cabreira                 | 15,00 km | Markku Alén                     | 12:22 | 72,78 km/h  | Raffaele Pinto |
| 2    | 22 marca | 23 | 18:54   | Senhora da Graca         | 37,50 km | Markku Alén                     | 32:24 | 69,44 km/h  | Raffaele Pinto |
| 2    | 22 marca | 24 | 19:42   | Fridao                   | 22,00 km | Alcide Paganelli                | 20:40 | 63,87 km/h  | Raffaele Pinto |
| 2    | 23 marca | 25 | 0:17    | Canelas 2                | 11,50 km | Alcide Paganelli                | 10:03 | 68,66 km/h  | Raffaele Pinto |
| 2    | 23 marca | 26 | 0:46    | Freita                   | 20,50 km | Markku Alén                     | 20:43 | 59,37 km/h  | Raffaele Pinto |
| 2    | 23 marca | 27 | 1:46    | Monte Telegrafo          | 11,50 km | Raffaele Pinto                  | 11:42 | 58,97 km/h  | Raffaele Pinto |
| 2    | 23 marca | 28 | 3:16    | Ladario 2                | 9,00 km  | Raffaele Pinto                  | 8:29  | 63,65 km/h  | Raffaele Pinto |
| 2    | 23 marca | 29 | 3:52    | Caramulo 2               | 7,00 km  | Raffaele Pinto                  | 7:49  | 53,73 km/h  | Raffaele Pinto |
| 2    | 23 marca | 30 | 4:48    | Bucaco 2                 | 14,50 km | Raffaele Pinto Alcide Paganelli | 11:25 | 76,20 km/h  | Raffaele Pinto |
| 2    | 23 marca | 31 | 6:26    | Arganil 2                | 18,00 km | Alcide Paganelli                | 16:03 | 67,29 km/h  | Raffaele Pinto |
| 2    | 23 marca | 32 | 7:08    | Candosa 2                | 6,50 km  | Alcide Paganelli                | 5:46  | 67,63 km/h  | Raffaele Pinto |

## Wyniki końcowe rajdu[2]
| Msc. | Kierowca             | Pilot               | Samochód                 | Czas    | Strata   | Punkty |
| ---- | -------------------- | ------------------- | ------------------------ | ------- | -------- | ------ |
| 1    | Raffaele Pinto       | Arnaldo Bernacchini | Fiat Abarth 124 Rallye   | 6:26.15 | 0.0      | 20     |
| 2.   | Alcide Paganelli     | Ninni Russo         | Fiat Abarth 124 Rallye   | 6:30.12 | +3.57    |        |
| 3.   | Markku Alén          | Ilkka Kivimäki      | Fiat Abarth 124 Rallye   | 6:37.17 | +11.02   |        |
| 4.   | Ove Andersson        | Arne Hertz          | Toyota Corolla           | 6:40.54 | +14.39   | 10     |
| 5.   | Harry Källström      | Claes Billstam      | Datsun 260Z              | 6:54.27 | +28.12   | 8      |
| 6.   | Bob Neyret           | Yveline Vanoni      | Alpine-Renault A110 1800 | 7:04.18 | +38.03   | 6      |
| 7.   | Georg Fischer        | Harald Gottlieb     | BMW 2002                 | 7:05.02 | +38.47   | 4      |
| 8.   | Francisco Romãozinho | José Bernardo       | Citroën GS               | 7:17.04 | +50.49   | 3      |
| 9.   | Chris Sclater        | Neil Wilson         | Ford Escort RS1600       | 7:26.59 | +1:00.44 | 2      |
| 10.  | António Borges       | Miguel Sottomayor   | Fiat 124 Sport Spider    | 7:27.55 | +1:01.40 |        |

## Klasyfikacja producentów po 1 rundzie
| Lp | Producent      | Pkt. |
| -- | -------------- | ---- |
| 1  | Fiat           | 20   |
| 2  | Toyota         | 10   |
| 3  | Datsun         | 8    |
| 4  | Alpine Renault | 6    |
| 5  | BMW            | 4    |

- Uwaga: Tabela obejmuje tylko pięć pierwszych miejsc.